# Andre Dirrell
Andre Dirrell (ur. 7 września 1983 w Flint Michigan) — amerykański bokser, brązowy medalista olimpijski z Aten 2004 w boksie w wadze średniej.

## Kariera amatorska
Był wyróżniającym się bokserem amatorskim, wygrał mistrzostwo Stanów Zjednoczonych w 2003 roku, Wystąpił również w Igrzyskach Panamerykańskich w 2003 roku.
W 2004 roku wywalczył kwalifikacje na igrzyska Olimpijskie w Atenach gdzie zdobył brązowy medal w wadze średniej.

## Kariera zawodowa
Andre na zawodowych ringach zadebiutował 27 stycznia 2005 a jego przeciwnikiem był Carlos Jones, Andre Dirrell wygrał przez techniczny nokaut w ostatniej czwartej rundzie. Walczył również z takimi przeciwnikami jak Curtis Stevens, Anthony Hanshaw czy Victor Oganov.

## Super Six
Andre Dirrell przystąpił do turnieju Super Six razem z Arthur Abraham, Andre Ward, Carl Froch, Mikkel Kessler oraz Jermain Taylor. Pierwszą walkę w ramach turnieju stoczył 17 października 2009 a jego przeciwnikiem był mistrz WBC Carl Froch. Pojedynek zakończył się niejednogłośnym zwycięstwem Frocha gdzie wielu uznało ten werdykt za kontrowersyjny. Kolejny pojedynek Andre stoczył 27 marca 2010 a jego przeciwnikiem był były mistrz IBF wagi średniej Arthur Abraham. W tym pojedynku Abraham w czwartej rundzie po raz pierwszy w karierze znalazł się na deskach, w jedenastej rundzie Dirrell poślizgnął się i upadł na kolano a w tym czasie Abraham zadał cios podbródkowy. Sędzia przerwał pojedynek i przyznał zwycięstwo Dirrellowi przez dyskwalifikacje Abrahama. do czasu przerwania pojedynku Dirrell wysoko prowadził na punkty u wszystkich sędziów. 7 października Andre Dirrell wycofał się z turnieju z powodu problemów neurologicznych.

## Dalsza kariera
Na ring powrócił dopiero 30 grudnia 2011 pokonując przez techniczny nokaut w drugiej rundzie Darryla Cunninghama.
23 maja 2015 w Bostonie przegrał jednogłośnie na punkty 112:114, 109:117 i 112:114 z Brytyjczykiem Jamesem DeGale'em (21-1, 14 KO) pojedynek o tytuł mistrza świata federacji IBF kategorii super średniej.